# Goldene Gene
Goldene Gene ist ein österreichischer Dokumentarfilm von Wolfgang Konrad, Ursula Hansbauer und Clemens Stachel aus dem Jahr 2016. Der Film thematisiert die weltweite Entwicklung von Biobanken und Genspeichern im Kontext des Aufstiegs der Molekularbiologie seit den 1990er Jahren.
In Interviews mit Forschern aus verschiedenen Bereichen der Naturwissenschaften und der Sozialwissenschaften untersucht der Film Geschichte und Gegenwart von Pflanzensamenbanken, Tierzellenbanken sowie von Biobanken, die menschliches Gewebe und damit menschliche DNA sammeln.

## Protagonisten des Films
Folgende Institutionen und Wissenschaftler werden unter anderen in der Dokumentation aufgesucht bzw. kommen darin zu Wort:
- UK Biobank (Sir Rory Collins)
- Svalbard Global Seed Vault (Cary Fowler)
- The Frozen Ark (Ann Clarke)
- Fraunhofer-Institut für Biomedizinische Technik / Cryobrehm (Günter R. Fuhr)
- BBMRI (Kurt Zatloukal)
- Biobank Graz (Berthold Huppertz)
- N. I. Vavilov-Institut (Nikolai Dzyubenko)
- BGI und China National Gene Bank (Xin Zhou)
- Naturhistorisches Museum Paris (Pierre-Henri Gouyon)
- Archaea Biology and Ecogenomics Division an der Universität Wien (Christa Schleper)
- Herbert Gottweis
- Stephen O’Brien
- Ruaraidh Sackville Hamilton
- Hans-Peter Klenk

## Veröffentlichung
Der Film lief am 7. Oktober 2016 in den österreichischen Kinos an und wurde im März 2017 zum Online-Verkauf freigegeben. Er wurde auf mehreren Filmfestivals gezeigt, unter anderem bei NaturVision Ludwigsburg 2016, beim Kasseler Dokfest 2016, beim Academia Film Olomouc 2017, beim Krakauer Filmfestival 2017 sowie beim Pariser internationalen Wissenschaftsfilmfestival Pariscience 2017.

## Preise
Goldene Gene erhielt den 2. Preis des Deutschen Filmpreises Biodiversität 2016. Im April 2017 wurde Goldene Gene im Rahmen des Brandenburger Festivals des Umwelt- und Naturfilms 2017 mit dem Zukunftsfilmpreis der Hochschule für nachhaltige Entwicklung Eberswalde ausgezeichnet. Außerdem war Goldene Gene von der European Academy of Science Film (EURASF) für den European Science Film Award 2016 nominiert.